# هوغو سانتانا
هوغو سانتانا (بالإسبانية: Hugo Santana)‏ (5 سبتمبر 1967 بمدينة مكسيكو في المكسيك - ) هو لاعب كرة قدم مكسيكي في مركز الوسط. لعب مع نادي تولوكا.